# Micaelamys
Micaelamys (Ellerman, 1941) è un genere di Roditori della famiglia dei Muridi.

## Descrizione

### Dimensioni
Al genere Micaelamys appartengono roditori di piccole dimensioni, con lunghezza della testa e del corpo tra 80 e 147 mm, la lunghezza della coda tra 96 e 197 mm e un peso fino a 58 g.

### Caratteristiche craniche e dentarie
Il cranio ha il rostro robusto con le ossa nasali larghe e le creste sopra-orbitali ben sviluppate. I fori incisivi sono lunghi, la bolla timpanica è grande.
Sono caratterizzati dalla seguente formula dentaria:

### Aspetto
L'aspetto è quello di un ratto ricoperto da una pelliccia lunga e soffice. Le orecchie sono allungate e ovali. I piedi sono lunghi e stretti ed hanno le dita esterne assai ridotte. La coda è più lunga della testa ed il corpo ed è ricoperta densamente di peli che diventano sempre più lunghi verso l'estremità dove formano un piccolo ciuffo. Le femmine hanno 3 paia di mammelle.

## Distribuzione
Si tratta di roditori terricoli diffusi nell'Africa meridionale.

## Tassonomia
Il genere comprende 2 specie.
- Micaelamys granti
- Micaelamys namaquensis